# Рефа Банк
Банк Рефа Каргаран, также известный как Банк Рефа (на перс. بانک رفاه‎ , Bank Refah) — один из крупнейших банков Ирана. Bank Refah со штаб-квартирой в Тегеране является розничным коммерческим банком, которым владеет и контролирует Организация социального обеспечения Ирана . Банк Рефа предоставляет полный спектр продуктов и услуг более чем миллиону клиентов. Его SWIFT-адрес REFAIRTH.

## История

### Банк рабочих
Банк Рефа был основан в 1960 году для предоставления основных банковских услуг иранским рабочим. Эти услуги включали сбор страховых взносов, выплату заработной платы и пенсий, ипотечных и личных кредитов. Банк Рефа считался некоммерческим банком, пока не был национализирован в 1979 году, менее чем через год после Исламской революции. После принятия Исламским меджлисом Ирана закона о национализации право собственности на банк перешло к правительству. Он также был переквалифицирован в коммерческий банк.

### Владельцы
В соответствии со статьей 39 финансового бюджета Ирана на 1959 год первоначальный капитал Банка Рефа составлял 400 000 000 иранских риалов (чуть более 5,7 миллиона долларов США), полностью финансируемых Иранской организацией социального обеспечения . Хотя банк был национализирован в 1979 году, его управление было возвращено Организации социального обеспечения (теперь известной как Министерство социального обеспечения и социальных дел) в 1993 году. В марте 2001 года капитал банка был увеличен до 1 961 миллиарда риалов (приблизительно 250 миллионов долларов США), из которых около 94 миллионов процентов были выплачены Иранской организацией социального обеспечения. В настоящее время банк владеет дочерним предприятием в Беларуси, известным как Онербанк

### Санкции
6 сентября 2013 года Европейский общий суд в Люксембурге постановил отменить санкции Европейского Союза, действующие с 2010 года против банка на основании поддержки иранской ядерной и ракетной программ, поскольку ЕС не смог объяснить причины санкций. По состоянию на 2016 год замораживание активов ЕС все еще действовало.

## Исламский банкинг
Все банки в Иране должны следовать банковским принципам и практике, описанным в Законе об исламской банковской деятельности Ирана, принятом в 1983 году Исламским меджлисом Ирана. Согласно этому закону, банки могут заниматься только беспроцентными исламскими сделками (проценты считаются ростовщичеством или ростовщичеством и запрещены исламом и священной книгой Коран). Это коммерческие сделки, которые включают обмен товарами и услугами в обмен на долю предполагаемой «прибыли». Все такие сделки осуществляются через исламские контракты, такие как Мозаребе, Форуш Агсати, Джоале, Салаф и Гарзол-хассане. Подробная информация об этих контрактах и связанных с ними практиках изложена в иранском законе о беспроцентной банковской деятельности и его руководящих принципах.
В июле 2007 года банк запустил новую банковскую услугу «Депозитный счет в золотых монетах». С помощью этой новой услуги клиенты банка Рефа могут вносить свои золотые монеты на специальный депозитный счет и взамен получать баллы, которые они затем могут обменять на будущие займы и кредиты. Запуск этого уникального депозитного счета, получившего широкую огласку в иранских СМИ, был отмечен президентской речью президента Ирана Махмуда Ахмадинежада .
Генеральный директор банка Пейман Нури объявил в марте 2007 года, что его банк получил разрешение Центрального банка Ирана на выпуск международных кредитных карт.

## Финансовые показатели
На июнь 2010 года ($1 примерно 10,400 риал):
- Общие активы = 41 453 миллиарда рупий.
- Капитализация = 895 миллиардов рупий.
- Общий доход = 1 614 миллиардов рупий.
- Общая сумма кредитов = 29 441 млрд рупий.
- Общая сумма депозитов (краткосрочных и долгосрочных) = 25 719 млрд рупий.
- Количество отделений = 1128
- Количество сотрудников = 9570
- Доля рынка = 6,8 % от общего объема депозитов и 5 % от общего объема кредитов.

## Текущий состав директоров
- Д-р Эсмаэль Лалегани, генеральный директор
- Фаршид Фарохнежад
- Неджат Амини
- Али Сарзаим
- Хамидреза Фатхи Бейранванд

## Предыдущие руководители
- Мохаммад Али Сахмани
- Али Седги
- Джафар Сафаи Мазид
- Эсмаэль Лалеггани
- МохаммадДжавад МохагехНиа
- Фаршид ФарохНегад

## Значимые здания
- Здание Валиаср — проспект Валиаср, 2584, Тегеран
- Здание Пардиса — Шираз Шомали, 40, Тегеран

## Платеж, полученный скандально известным генеральным директором
В июне 2016 года сообщение генерального директора банка о прибылях и убытках (Али Сидки) на новостном сайте о правах и льготах администраторов вызывало частые споры и дебаты.

## Информационные технологии
Банк Рефа создал свой первый отдел обработки данных в начале 1970-х годов. Отдел обработки данных был оснащен небольшим компьютером IBM 370 Mainframe, который в основном использовался для пакетной обработки депозитных и ипотечных счетов. Позже в 1976 году ИТ-отдел банка был распущен, а его сотрудники были переведены в ИТ-отдел Иранской организации социального обеспечения (ISSO). В то время Electronic Data Systems (EDS) разрабатывала приложение социального обеспечения для ISSO, а также управляла центром обработки данных ISSO. После иранской революции 1978 года соглашение с ISSO (и EDS) было расторгнуто. Банк Рефа прекратил использование центра обработки данных ISSO и вернулся к обработке вручную. Всем бизнес-подразделениям и банковским отделениям было дано указание создать бумажные журналы учета клиентов и счетов.
Несколько лет спустя, в 1988 году, тогдашний генеральный директор банка Мохаммад Хоссейн Каземи Намин приобрел для банка первый персональный компьютер. Затем он нанял группу ИТ-специалистов и воссоздал отдел обработки данных. Через год он сделал значительные инвестиции и приобрел в Великобритании компьютер IBM 4381 Mainframe. С тех пор ИТ-подразделение банка приобрело, разработало и внедрило несколько малых и больших компьютеров и пакетов программного обеспечения. Однако, несмотря на усилия, его ИТ-инфраструктура и системы сильно отстают от современных западных и региональных банков. Отсутствие квалифицированных ИТ-ресурсов, недоступность высокоскоростных линий передачи данных, недостаточные инвестиции, плохое руководство в области ИТ и иностранные санкции способствовали медленному прогрессу обработки данных в иранских банках, и банк Рефа не стал исключением.
Весной 2007 года Bank Рефа открыл свой первый филиал без людей в Тегеране с двумя банкоматами и четырьмя информационными киосками. Это отделение банка находится в Галобандаке, недалеко от Тегеранского Гранд-базара.
Банк Рефа установил более 500 банкоматов (ATM) в своих филиалах в Тегеране и других городах. Сеть банкоматов подключена к иранской сети Shetab, что позволяет клиентам снимать наличные в любом банкомате в стране.